# Oligoxystre
Oligoxystre là một chi nhện trong họ Theraphosidae.

## Các loài
Chi này gồm các loài:
- Oligoxystre auratum Vellard, 1924
- Oligoxystre bolivianum (Vol, 2001)
- Oligoxystre caatinga Guadanucci, 2007
- Oligoxystre diamantinensis Bertani, Santos & Righi, 2009
- Oligoxystre dominguense Guadanucci, 2007
- Oligoxystre mineirum Guadanucci, 2011
- Oligoxystre rufoniger Guadanucci, 2007
- Oligoxystre tucuruiense Guadanucci, 2007